# Сан-Мікеле-ді-Ганцарія
Сан-Мікеле-ді-Ганцарія, Сан-Мікеле-ді-Ґанцарія (італ. San Michele di Ganzaria, сиц. San Micheli di Ganzarìa) — муніципалітет в Італії, у регіоні Сицилія,  метрополійне місто Катанія.
Сан-Мікеле-ді-Ганцарія розташований на відстані близько 540 км на південь від Рима, 135 км на південний схід від Палермо, 65 км на південний захід від Катанії.
Населення — 3268 осіб (2014).

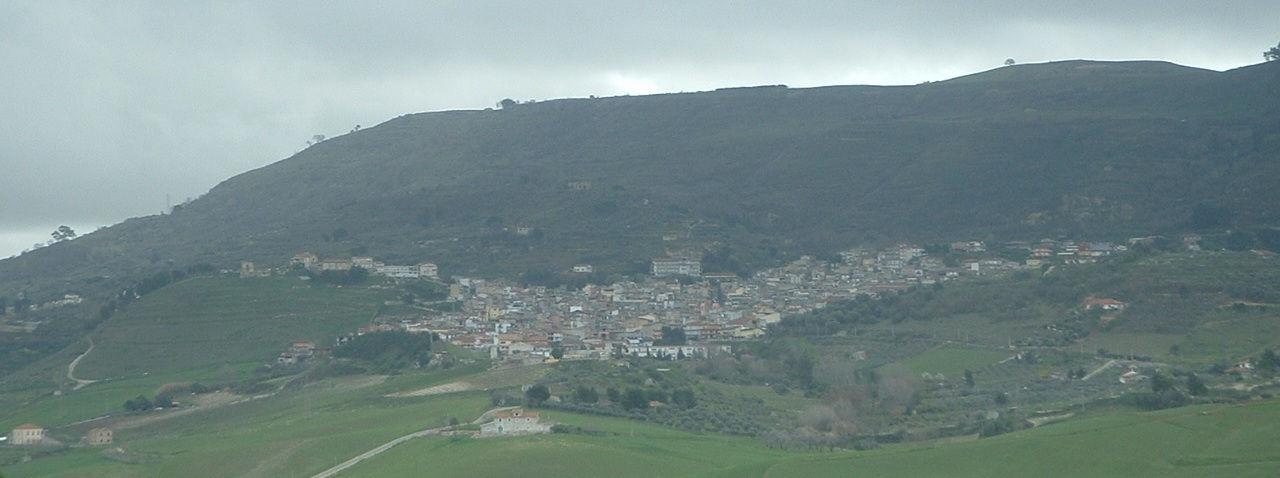

Щорічний фестиваль відбувається першої неділі вересня. Покровитель — святий Архангел Михаїл.

## Демографія
Населення за роками:

Станом на 1 січня 2023 року в муніципалітеті офіційно проживав 101 іноземець з 24 країн, серед них 26 громадян країн Євросоюзу.

## Сусідні муніципалітети
- Кальтаджироне
- Маццарино
- П'яцца-Армерина
- Сан-Коно